# Bódhgaja

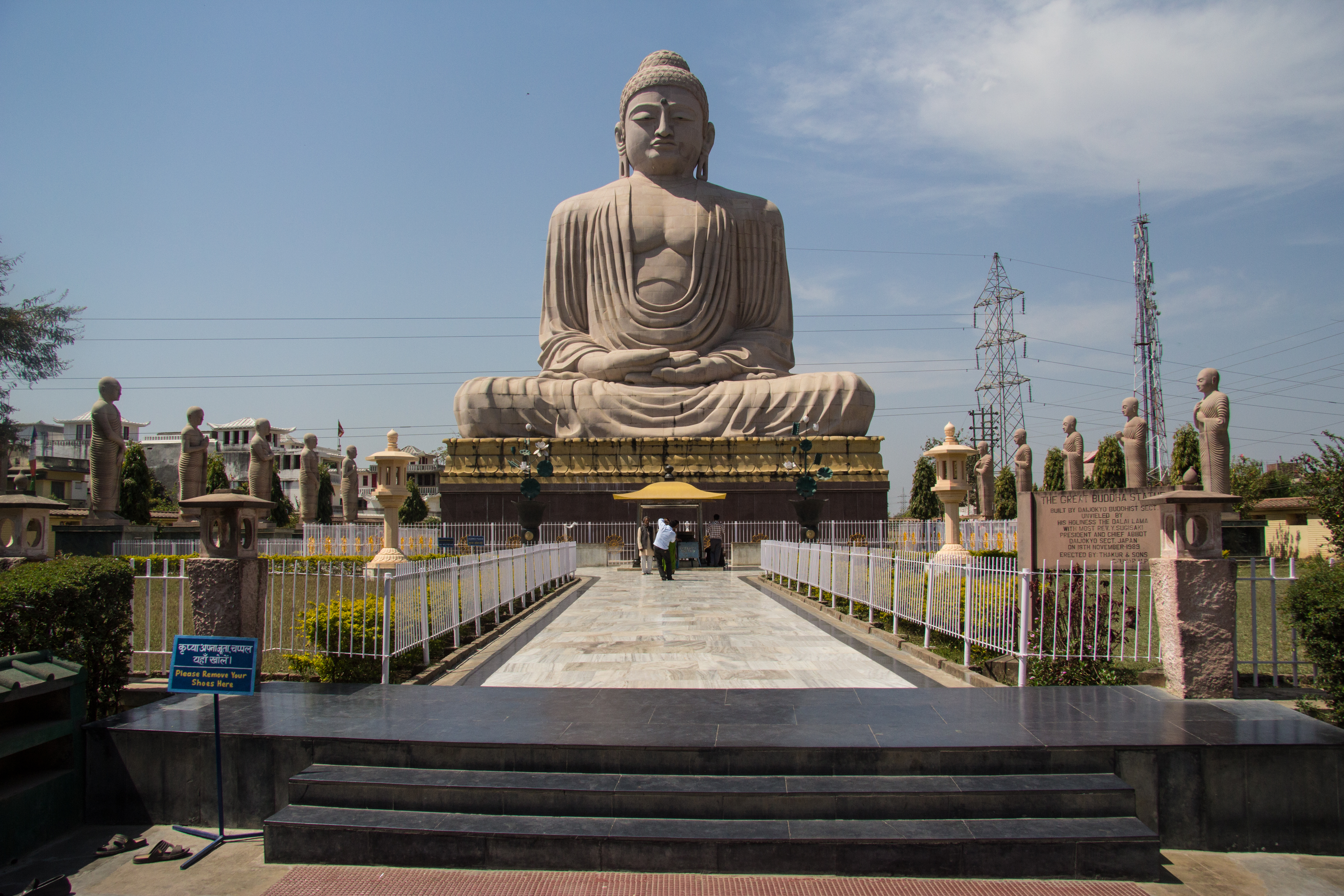
Velká socha Buddhy v Bódhgaji

Bódhgaja (v sanskrtu बोधगया), též Uruvéla („velký písečný břeh“), je jedno ze čtyř hlavních poutních míst buddhismu. Podle buddhistické tradice zde pod stromem bódhi dosáhl probuzení Siddhártha Gautama, a stal se tak buddhou Šákjamunim.

## Bódhgaja za dob Buddhy

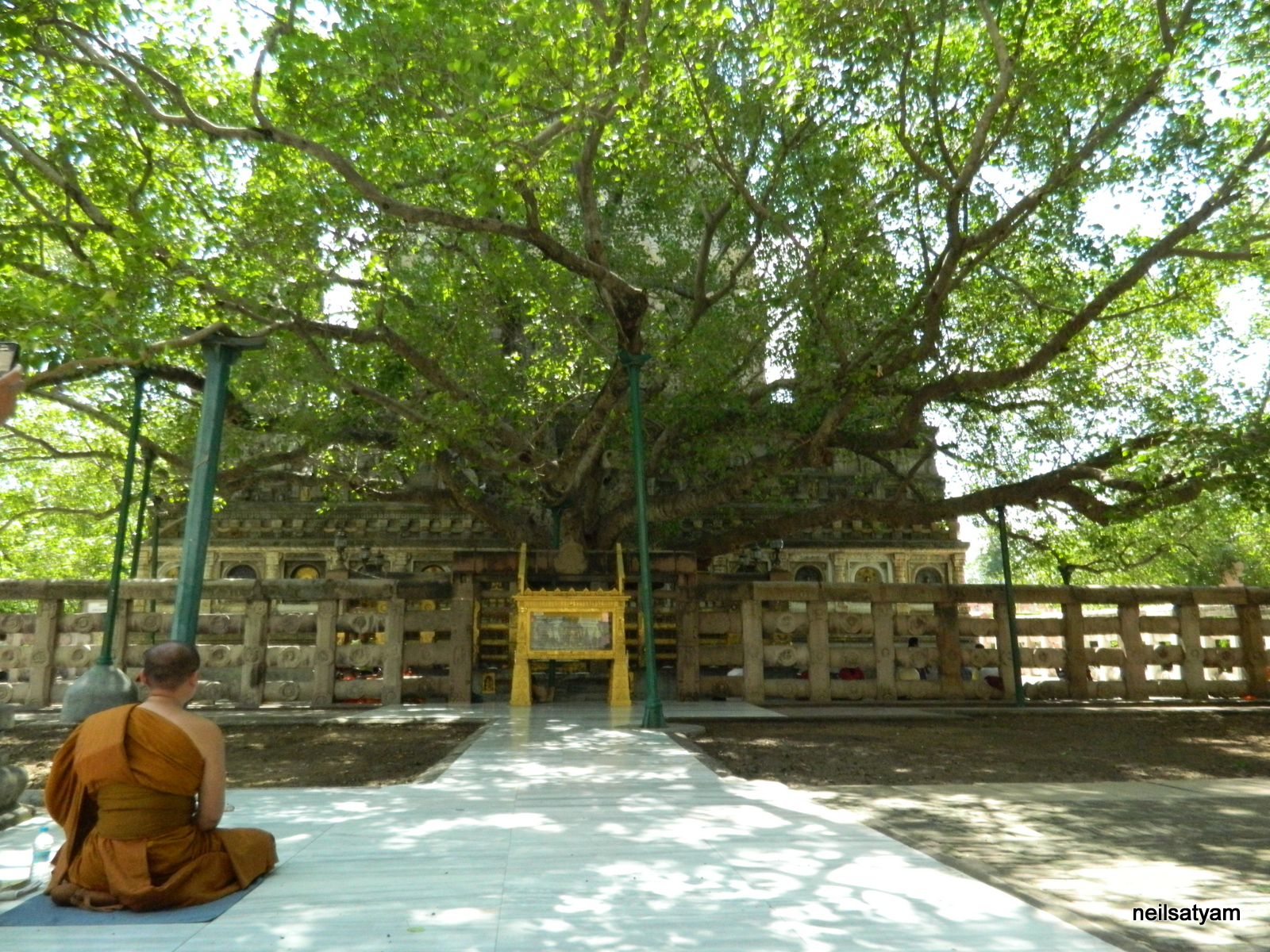
Strom bódhi, pod nímž měl Buddha dosáhnout probuzení

Poloha Bódhgaje a dalších posvátných míst na mapě

Podle buddhistické tradice se Siddhártha uchýlil do Uruvély, aby zde dosáhl probuzení, stejně jako předchůdci, buddhové našeho věku. Na břehu řeky Néraňdžará usedl pod pípalový strom (Ficus religiosa; později znám jako "strom probuzení" či "strom osvícení"; sa. bódhi-vrkša; p. bódhi-rukkha) a zařekl se, že nevstane, dokud nedosáhne probuzení. Pohroužil se do hluboké meditace, rozvzpomínal se na minulé životy, přemohl Máru a dosáhl probuzení. Tento proces trval mnoho týdnů a Buddha v Bódhgaji ještě po mnoho týdnů zůstal meditovat.
Od těch dob byla Bódhgaja oblíbeným místem poutníků. Zejména strom probuzení se stal velmi oblíbeným. Dnes má většina buddhistických klášterů vlastní pípalový strom.

## Dějiny Bódhgaji
Král Ašóka zde zavedl ve 3. století př. n. l. pravidelnou praxi poutí. Zprávy o Bódhgaji jsou dochovány z počátku 5. století v zápiscích putujícího mnicha Fa-siena. Další mnich, Süan-cang, který toto místo navštívil v 7. století, zanechal relativně podrobný popis tohoto místa i přilehlých oblastí. Tehdy zde existoval komplex klášterů a stúp. S úpadkem buddhismu v Indii v období středověku upadá i Bódhgaja. Ze soch, stúp a chrámů se staly ruiny. V dalších stoletích nastávaly pokusy o revitalizaci celého místa, avšak ta přišla až s 20. stoletím. V současnosti je město Bódhgaja živou poutní i turistickou oblastí.

## Chrám Mahábódhi

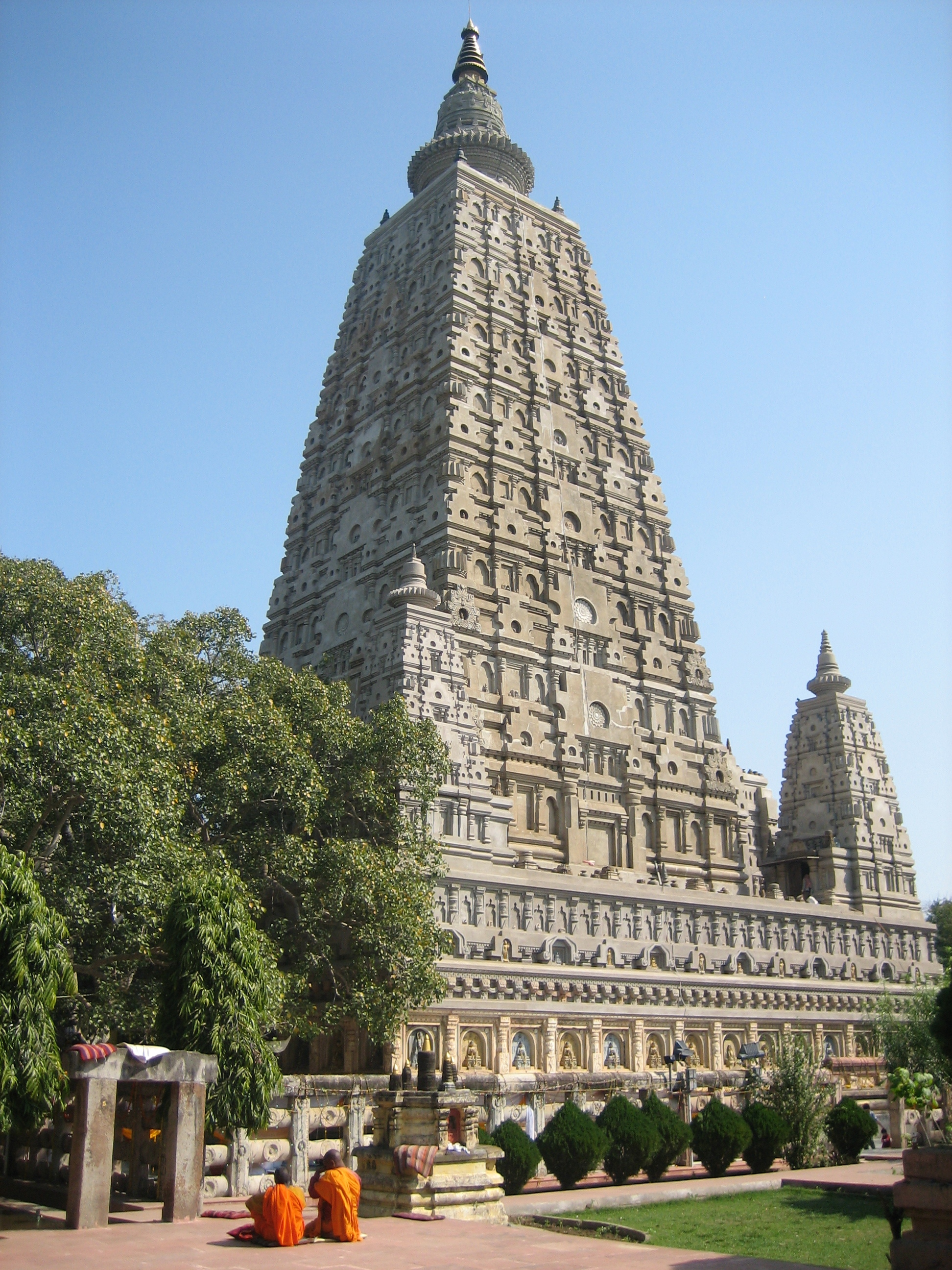
Chrám Mahábódhi

Jednou z dominant dnešní Bódhgaje tvoří chrám Mahábódhi. Přibližně 250 let po Buddhově probuzení podle tradice navštívil Bódhgaju král Ašóka a rozhodl se, že zde postaví klášter a svatyni. Díky tomu je Ašóka tradičně považován za zakladatele chrámu Mahábódhi. S úpadkem buddhismu v Indii v období středověku upadá i Bódhgaja. Z většiny tamějších staveb se staly ruiny a celá oblast se stala do značné míry zapomenutou. Obrat nastal na konci 19. století a zejména pak v průběhu 20. století, kdy je celá oblast zrekonstruována a opět se stává jednou z nejnavštěvovanějších buddhistických poutních míst jak buddhisty, tak turisty. Má tvar stúpy a je vysoký okolo 48 metrů.

## Galerie

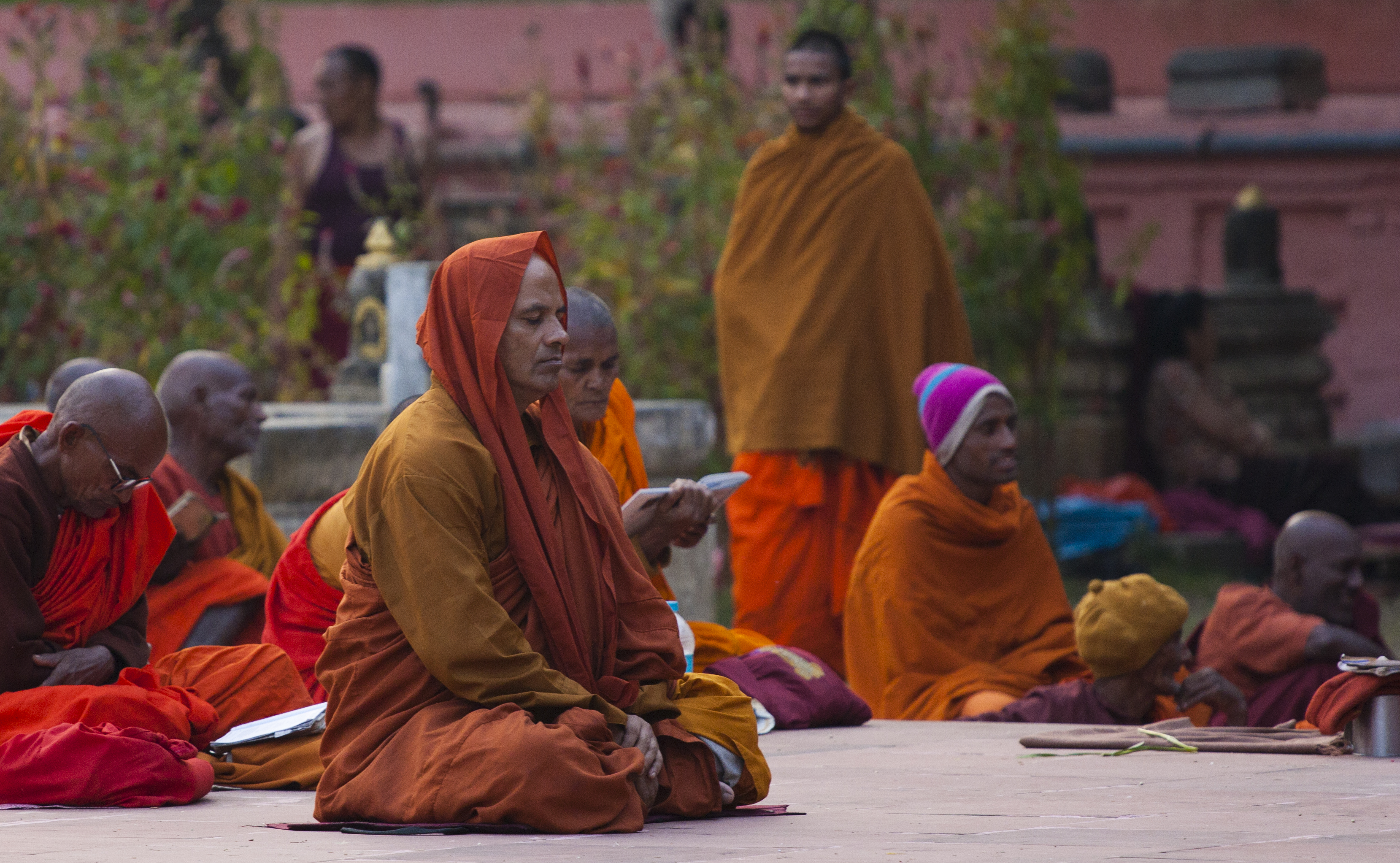
Buddhističtí mniši během meditace v Bódhgaji
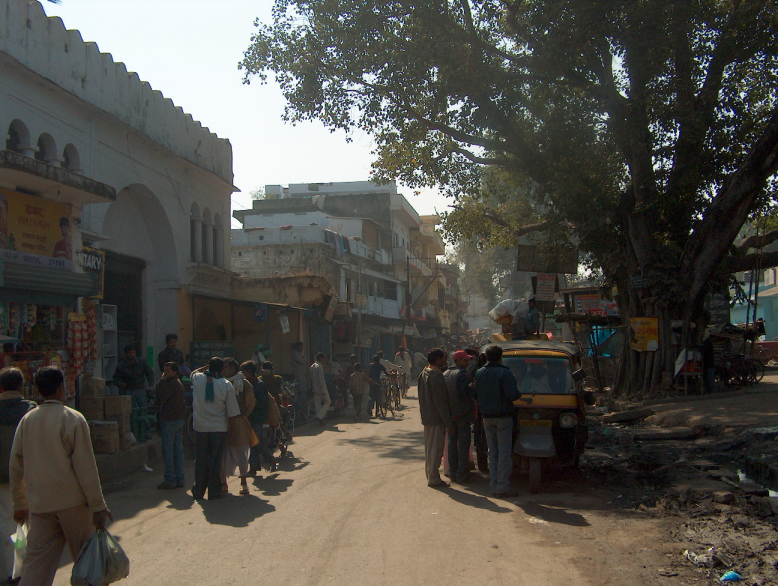
Jedna z ulic z Bódhgaji
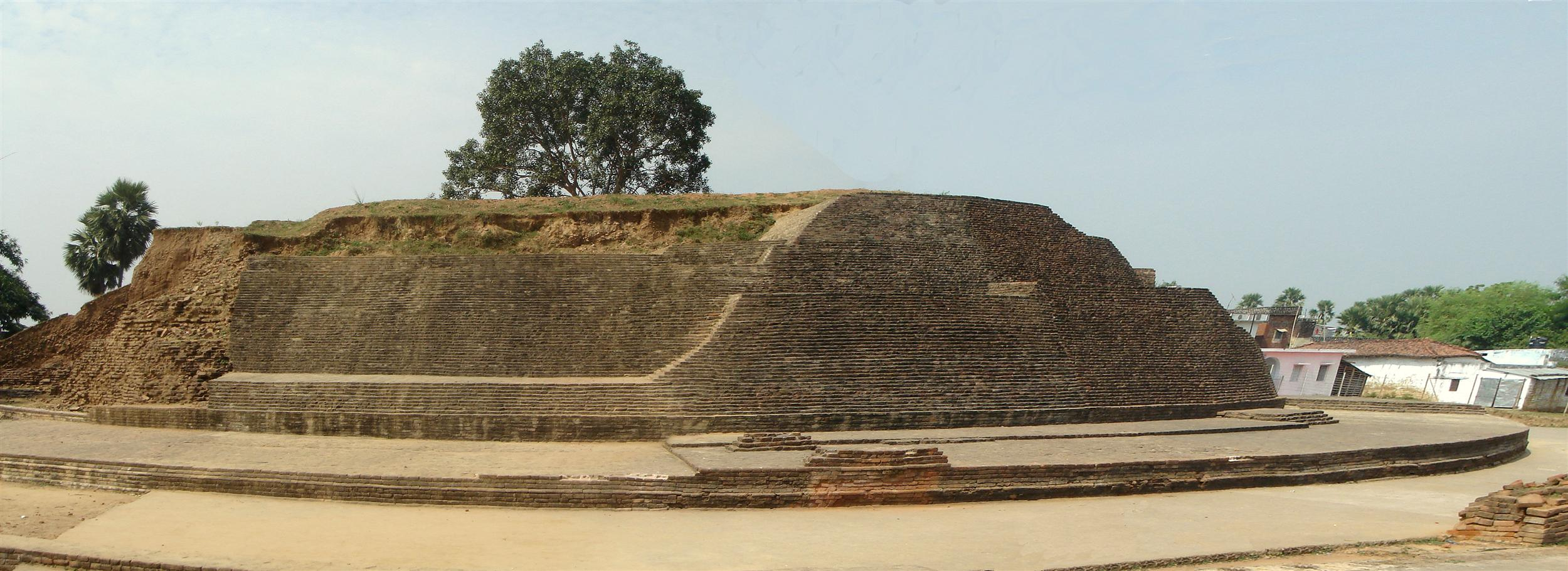
Stúpa v Bódhgaji